# Sellapan Ramanathan
Sellapan Rama Nathan, couramment appelé S.R. Nathan, né le 3 juillet 1924 à Singapour et mort le 22 août 2016 dans la même ville, est un homme d'État singapourien. Il est président de la république de Singapour de 1999 à 2011.

## Biographie
Sellapan Ramanathan effectue ses études à l'université de Malaya à Kuala Lumpur, où il obtient son diplôme en 1954.
Aucun candidat ne se présentant contre lui, il est élu président de la république de Singapour le 18 août 1999 et entre en fonction le 1er septembre suivant. Il se porte candidat à sa réélection en 2005. Tous les autres candidats ayant été refusés par la commission électorale le 17 août 2005, il est déclaré réélu pour un deuxième et dernier mandat de 6 ans. Le 1er septembre 2011, Tony Tan Keng Yam lui succède à la présidence de la République.
Il meurt le 22 août 2016 des suites d'un accident vasculaire cérébral.